# 第三次布匿战争
第三次布匿战争是古罗马和迦太基之间三次布匿战争中最后的战争，发生于公元前149年－前146年。羅馬通過這次戰爭徹底摧毁了迦太基城，并将在城中堅守的迦太基市民不分男女貴賤老少尽数屠灭，只有少數投降者被沒為奴隸而得以生存。

## 背景
公元前153年，罗马保守派政治家老加图作为代表团成员访问了迦太基，看到迦太基城迅速从汉尼拔战争復原後，深感震惊。返回罗马时，他手持一束从迦太基摘的無花果到元老院，藉此展示迦太基繁荣、鄰近罗马的危險；他断言，如果不加以制裁，迦太基不久就会十分富强，足以和罗马再争地中海霸权。此後，老加图在元老院的演讲时，不论什么题目，都會在演講最後加上一句：“还有，我認爲迦太基必须毁灭”（拉丁語：Ceterum censeo delendam esse Cathaginem）；元老院中的贵族派同意他，进攻迦太基的商业动机不多，主要是由于水利设施优良的北非田野可以作为他们的新投资项目，即利用奴隶劳动的大地主农庄。他们期待一个藉口，以便发动第三次布匿战争。
在第二次布匿战争结束时，迦太基人同意对努米底亚王马西尼撒做出让步，归还他或他祖先所拥有的努米底亚的全部领土，同意不经罗马允许不得在利比亚发动任何战争。很显然，这就为马西尼撒以“寻找祖先遗留土地”为由侵占利比亚各类土地制造了机会。大约在和约签订后的30年，努米底亚王决定向迦太基最南端的几个城市进军，夺取了大莱普提斯及其他几个城市。迦太基受条约束缚，非罗马同意不能进行战争，于是派使者向罗马元老院抗议，而罗马的调解结果完全不利于迦太基人。迦太基人必须每年付给罗马200泰伦赔款50年，当她最后付清时，以为之後便不再受扎马战后所订条约的束缚。公元前151年，迦太基向努米底亚宣战。对此，罗马元老院再一次展开了激烈的争论，尽管纳西卡等人进行了多次抗议，主战派还是占了上风。一年后，罗马向迦太基宣战。

## 戰爭過程
迦太基虽然商业繁荣，人口众多，却完全没有對於戰爭的准备；她只有一支小小的陆军，海军规模更小，没有雇佣军、没有同盟国，海上是由罗马控制着。因此，迦太基急遣一支特使团前往罗马，授权他们答应一切要求。元老院答应，如果迦太基以其最高贵家庭的300名小孩交给西西里的罗马执政官作为人质，并且遵守执政官给予的任何命令，则迦太基可以保全其自由和领土完整。但元老院又秘密嘱咐二位执政官，仍照他们已经收到的训令行事。迦太基人怀着不祥的预感和哀悼的心情交出他们的孩子。二位迦太基执政官把人质送往罗马，自率陆军和舰队渡海至乌提卡，召唤特使团到该地，要求迦太基把他们剩余的船只一并交出，交付为数巨大的米粮，所有的战争器械和武器也一并交出。当这些条件一一履行后，执政官进一步要求，迦太基人口退出城外10英里，而城市则要彻底焚毁。得到最后的要求後，迦太基人群情大譁，迦太基领袖因而被殺，刚回来的特使也被迦太基人拖去游街，在城內的所有罗马人统统遭到殺害；然而，迦太基人此時已經没有武器和战船。迦太基元老院对罗马宣战，召集所有成年人，不分男女、自由人和奴隶，组建一支新军。他们拆毁公共建筑以提供金属和木材，熔化神像来铸剑、剪下女人的頭髮用来製作绳子。迦太基在2个月内，制造了8000个防盾、1.8万把剑、3万支矛、6万个石弩，并在内港建立了一支120艘船的舰队。
迦太基人坚守孤城达3年之久，多次击退了罗马的进攻。公元前147年，西庇阿·艾米里安（即小西庇阿），被选举为罗马的执政官和远征军司令，得到罗马士兵的拥护。不久，罗马军队利用云梯登城成功。迦太基雖經长久圍城却毫不屈服，仍与罗马展开巷战；於是，西庇阿下令放火焚烧已攻下的街巷，许多迦太基人被活活烧死。迦太基城燒了17天，最后，50万人口只剩下5.5万人，他们才向罗马军队投降。迦太基将军哈斯德鲁巴请求投降，雖得到西庇阿准许，但哈斯德鲁巴的妻子斥責丈夫「胆小卑鄙」，带著几个儿子投火自殺。残存的迦太基人被卖作奴隶，城市被罗马军团洗劫。

## 結果

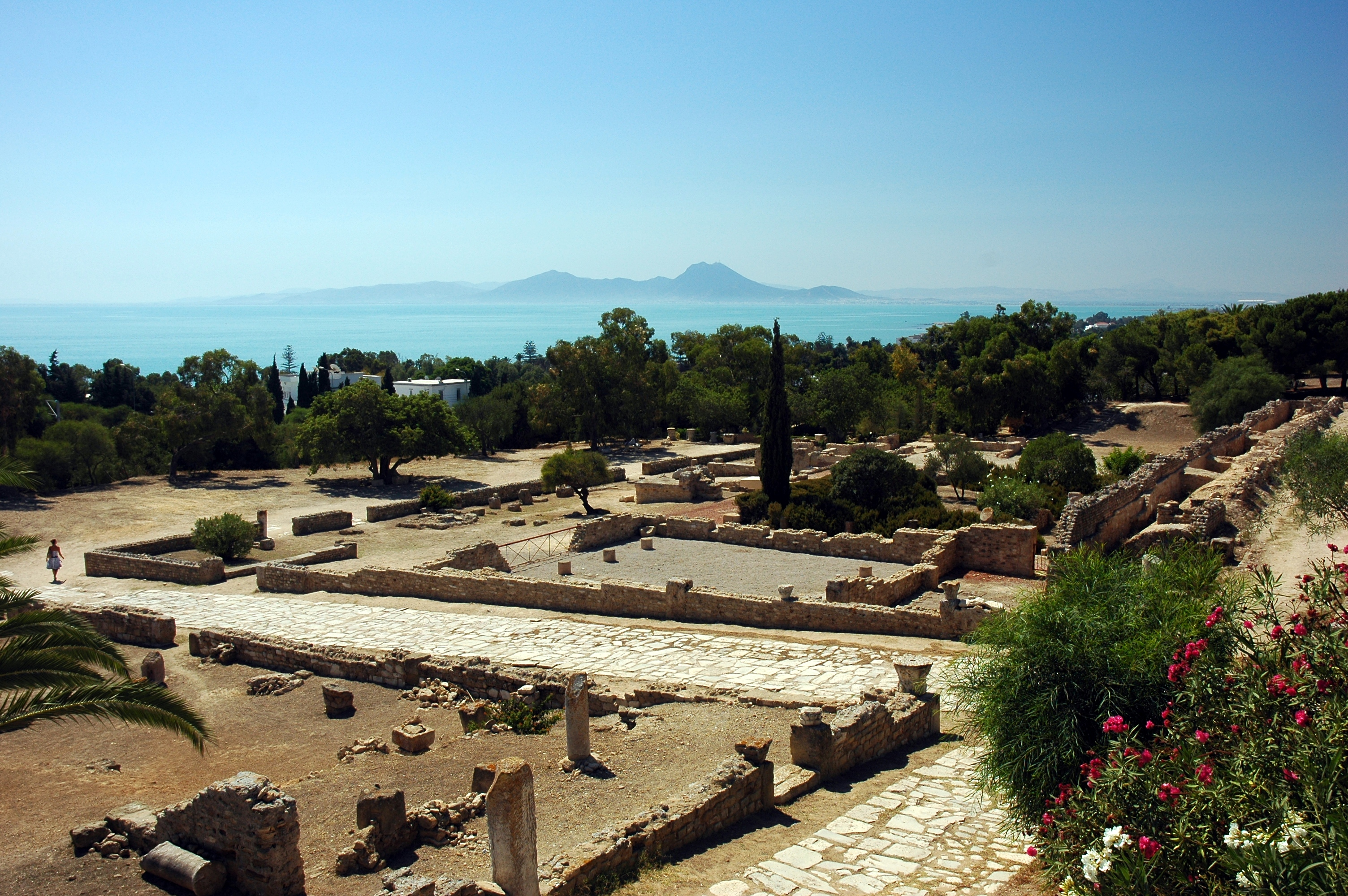
迦太基的遺蹟。

这次战争并无和约，因为迦太基国家已不复存在；烏提卡及其他曾经协助过罗马的非洲城市皆获自由，成为罗马保护国，迦太基的剩餘领土則被罗马併吞，成為阿非利加行省。許多迦太基人在攻城的過程中餓死，還有很多人在戰鬥的最後六天中死去。當整場戰爭結束時只剩下5萬名迦太基居民，這些人口只佔戰前的一小部份。迦太基被毀滅後，其居民依照當時的習慣羅馬賣為奴隸。有一個盛傳的說法，稱羅馬軍犁過該地並且灑鹽，其實基本可以確定這是一則十九世紀時才有的傳言。當代的報告顯示，迦太基附近的土地被宣佈為公地，由當地人、羅馬人與其他義大利的農夫們分配。北非成為羅馬重要的穀物來源，而羅馬統治下的迦太基是這些貨物的重要轉運樞紐。
許多重要的布匿城市，例如毛里塔尼亚一帶的，由羅馬人接管並重建；一些重建的都市包含瓦盧比利斯與莫加多爾。以瓦盧比利斯為例，這個重要的鎮在羅馬征服的土地中座落於最西部的邊界。他位於先前的布匿聚居地，但那個聚居地也建築在一個早期的新石器時代居住地上。烏提卡是在攻城戰開始時倒向羅馬的城市，最後變成了羅馬阿非利加行省的首府。一個世紀之後，迦太基的所在地由尤利烏斯·凱撒重建為羅馬城市，往後在羅馬帝國時期成為帝國在非洲的主要都市之一。
1985年2月5日，羅馬市長烏戈·韋泰雷与迦太基市長切德利·克里比签署了一项象征性的和平条约，此時距离第三次布匿战争已过去2131年。